# Potencial d'inversió

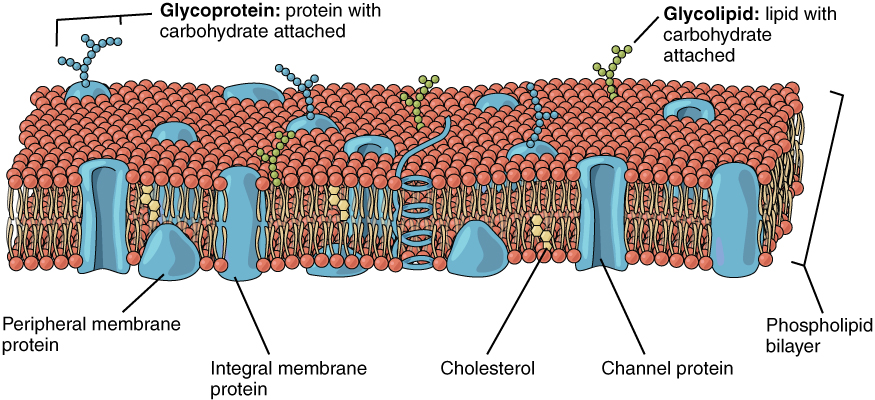
La membrana cel·lular de la cèl·lula és una bicapa de fosfolípids que conté molts components moleculars diferents, incloses proteïnes i colesterol, alguns amb grups d'hidrats de carboni units.

En una membrana biològica, el potencial d'inversió és el potencial de membrana al qual s'inverteix la direcció del corrent iònic. Al potencial d'inversió, no hi ha flux net d'ions d'un costat a l'altre de la membrana. Per als canals que són permeables només a un sol tipus d'ions, el potencial d'inversió és idèntic al potencial d'equilibri de l'ió.

## Potencial d'equilibri
El potencial d'equilibri d'un ió és el potencial de membrana al qual no hi ha moviment net de l'ió. El flux de qualsevol ió inorgànic, com Na+ o K+, a través d'un canal iònic (ja que les membranes són normalment impermeables als ions) és impulsat pel gradient electroquímic d'aquest ió. Aquest gradient consta de dues parts, la diferència de concentració d'aquest ió a través de la membrana i el gradient de tensió. Quan aquestes dues influències s'equilibren, el gradient electroquímic de l'ió és zero i no hi ha flux net de l'ió a través del canal; això també es tradueix en cap corrent a través de la membrana. El gradient de tensió al qual s'assoleix aquest equilibri és el potencial d'equilibri de l'ió i es pot calcular a partir de l'equació de Nernst.

## Models matemàtics
Podem considerar com a exemple un ió carregat positivament, com ara K+, i una membrana carregada negativament, com és habitual en la majoria dels organismes. La tensió de la membrana s'oposa al flux dels ions de potassi fora de la cèl·lula i els ions poden sortir de l'interior de la cèl·lula només si tenen prou energia tèrmica per superar la barrera energètica produïda per la tensió negativa de la membrana. No obstant això, aquest efecte esbiaixant es pot superar amb un gradient de concentració oposat si la concentració interior és prou alta que afavoreix que els ions de potassi surtin de la cèl·lula.
Un concepte important relacionat amb el potencial d'equilibri és la força motriu. La força motriu es defineix simplement com la diferència entre el potencial de membrana real i el potencial d'equilibri d'un ió {\displaystyle V_{\mathrm {m} }-E_{\mathrm {i} }\ } on {\displaystyle E_{\mathrm {i} }\ } es refereix al potencial d'equilibri d'un ió específic. En relació, el corrent de membrana per unitat d'àrea a causa del tipus {\displaystyle i} El canal iònic ve donat per la següent equació:
{\displaystyle i_{\mathrm {i} }=g_{\mathrm {i} }\left(V_{\mathrm {m} }-E_{\mathrm {i} }\right)}
on {\displaystyle V_{\mathrm {m} }-E_{\mathrm {i} }\ } és el motor i {\displaystyle g_{\mathrm {i} }} és la conductància específica, o conductància per unitat d'àrea. Tingueu en compte que el corrent iònic serà zero si la membrana és impermeable a l'ió en qüestió o si la tensió de la membrana és exactament igual al potencial d'equilibri d'aquest ió.